# Aleksander Czawczawadze
Książę Aleksander Czawczawadze, gruz. ალექსანდრე ჭავჭავაძე, ros. Александр Герсеванович Чавчавадзе (ur. w 1786 w Sankt Petersburgu, zm. 6 listopada 1846 w Tbilisi) – gruziński arystokrata, poeta, działacz społeczny i wojskowy, generał w służbie rosyjskiej. Uważany za „ojca gruzińskiego romantyzmu”.

## Młodość
Aleksander Czawczawadze pochodził z arystokratycznego rodu wyniesionego do książęcej godności przez gruzińskiego króla Konstantego II w 1726. Urodził się w 1786 w Petersburgu, gdzie jego ojciec, książę Garsewan Czawczawadze, przebywał jako ambasador króla Herakliusza II. Matką chrzestną księcia Aleksandra została cesarzowa Katarzyna II.
Wychowywał się w Rosji, a ojczystą Gruzję zobaczył dopiero w wieku 13 lat, kiedy jego rodzina wróciła do Tyflisu po zaanektowaniu przez Rosję wschodniej Gruzji (1801). W wieku 18 lat Aleksander Czawczawadze przyłączył się do rebelii księcia Parnaoza skierowanej przeciwko rosyjskim rządom (1804). Po stłumieniu powstania został na krótko aresztowany, w więzieniu stworzył swoje pierwsze prace literackie, m.in. pierwszy radykalny poemat społeczny po gruzińsku Żałość dla tego świata i jego dzierżawców (ვაჰ, სოფელსა ამას და მისთა მდგმურთა). Wiersz szybko zyskał popularność i przyniósł niezwykłą sławę młodemu autorowi. Jego liryki miłosne i protestacyjne, utrzymane w duchu twórczości XVIII-wiecznego poety gruzińskiego Besiki, czy też oświeceniowego myśliciela Jana Jakuba Rousseau, śpiewano w Tbilisi i w całej Gruzji.
Po rocznym wychodźstwie w Tambowie Czawczawadze pogodził się z nowym reżimem i wstąpił do huzarskiego regimentu. Jak na ironię walczył w rosyjskich szeregach pod dowództwem markiza Paulucciego, kiedy w 1812 wybuchła następna antyrosyjska rebelia w Kachetii. W tym samym roku ożenił się z gruzińską księżniczką Salome Orbeliani z wybitnej rodziny arystokratycznej, spokrewnionej z królewską dynastią Bagrationich. Podczas wojny Napoleona z szóstą koalicją (1813–1814) służył jako adiutant rosyjskiego dowódcy Barclaya de Tolly i został ranny w nogę podczas walk o Paryż 31 marca 1814. Jako oficer rosyjskiej ekspedycji został w Paryżu dwa lata. Odrestaurowana dynastia Burbonów wynagrodziła jego służbę Legią Honorową.
Czawczawadze był otwarty na nowe idee, szczególnie na wczesny francuski romantyzm. Pozostał pod wrażeniem Lamartine’a, Hugo, ale także Racine’a i Corneille’a, którzy weszli dzięki niemu do gruzińskiej literatury.

## Kariera wojskowa i polityczna
W 1817 książę Czawczawadze został pułkownikiem rosyjskiej armii. W roku 1826 awansowany na generała majora. Jego kariera wojskowa rozwinęła się podczas wojny prowadzonej przez Rosję przeciwko Persji i imperium osmańskiemu pod koniec lat 20. XIX wieku. Odegrał ważną rolę w wyzwoleniu ormiańskiego Erywania spod władzy Persów w roku 1827. W roku 1829 otrzymał rozkaz przenoszący go w charakterze administratora wojskowej rady mieszczącej się w prowincji Kachetia, jego stronach rodzinnych.
Po powrocie do Gruzji Czawczawadze zdobył niebywałą popularność w szeregach szlachty oraz ludności. Był szanowany zarówno przez oficerów rosyjskich, jak i gruzińskich. Równocześnie był najbardziej dystyngowanym, najlepiej wykształconym i najbogatszym szlachcicem dziewiętnastowiecznej Gruzji. Posługiwał się płynnie kilkunastoma językami używanymi w Europie i Azji i był w przyjaznych stosunkach z członkami arystokracji rosyjskiej i gruzińskiej, którzy odwiedzali jego salon w Tyflisie. Z jego szesnastoletnią wówczas córką, Niną, ożenił się sławny rosyjski dyplomata i dramaturg Aleksandr Gribojedow, uprzednio udzielając jej podczas swojego pobytu w Tyflisie lekcji muzyki. Kolejna z jego córek, Katarzyna, poślubiła Dawida Dadianiego, księcia Megrelii, a nieodwzajemniona miłość do niej Nikoloza Barataszwilego sprawiła, że stał się on największym poetą gruzińskiego romantyzmu.
W utrzymanym we włoskim stylu letnim domu w mieście Tsinandali często przebywali goście z zagranicy, których zabawiał muzyką, dowcipem, a przede wszystkim wyrobami należącej do domu winnicy (o nazwie marani). Znając europejskie zwyczaje, Czawczawadze wybudował najstarszą i największą w Gruzji winnicę, gdzie łączył europejskie oraz obowiązujące od wieków w Gruzji tradycje wyrobu win. Nadal jest tam produkowane wysoko cenione białe wytrawne wino „Tsinandali”.
Mimo lojalności w stosunku do cara Rosji Czawczawadze czuł nostalgię za utraconą przez Gruzję niepodległością, monarchią i kościołem autokefalicznym. Popchnęło go to jeszcze raz do buntu, w wyniku którego w roku 1832 dołączył do organizacji konspiracyjnej mającej zorganizować wielkie powstanie przeciwko rosyjskiej hegemonii. Nieudany przewrót przyniósł straty w świecie gruzińskiej literatury: większość wierszy napisanych przez Czawczawadzego w latach 1820–1832, inspirowanych patosem romantyzmu i egalitaryzmem, spalił sam autor, bojąc się, że twórczość ta może stać się dowodem przeciwko niemu. Został skazany na pięcioletnie wygnanie do Tambowa, lecz car potrzebujący jego talentów w toczonej właśnie wojnie kaukaskiej ułaskawił go. Czawczawadze chętnie dołączył do wyprawy przeciwko zbuntowanym północnokaukaskim góralom. Podobnie jak dla wielu innych gruzińskich szlachciców, była to dla niego szansa odegrania się za organizowane przez ludność północnego Kaukazu plądrowanie terenów Gruzji.
W roku 1841 uzyskał awans na pułkownika broni, kontynuując swoją służbę w rejonie Kaukazu, krótko (w latach 1842–1843) sprawując urząd nadzorcy administracji cywilnej. W roku 1843 uczestniczył w swojej ostatniej wojnie, prowadząc wyprawę mającą ujarzmić zbuntowane plemiona Dagestanu. Po tej akcji został mianowany członkiem Rady Administracyjnej Kaukazu Południowego.
W roku 1846 Aleksander Czawczawadze padł ofiarą wypadku, którego okoliczności nie zostały wyjaśnione: wracając nocą konno do pałacu w Tsinandali, został zaatakowany przez nieznaną osobę, która wyłoniła się z pobliskiego lasu i oblała wrzątkiem konia i jeźdźca. Czawczawadze stracił panowanie nad wierzchowcem i wpadł do przydrożnego rowu, ginąc na miejscu od ciężkich obrażeń głowy. Mimo że tragedia była najprawdopodobniej dziełem przypadku, rozeszły się pogłoski, jakoby Czawczawadze padł ofiarą rosyjskich zamachowców. Pochowano go w klasztorze Achali Szuamta, niedaleko miasta Telawi w Kachetii.
Czawczawadze pozostawił po sobie syna, Dawida, również pułkownika broni w służbie rosyjskiej w czasach wojen kaukaskich, oraz trzy córki: Nino, Katarzynę i Zofię.

## Twórczość
Czawczawadze tworzył głównie liryki wokół tematów zaczerpniętych z historii kraju z elementami folkloru tyfliskiego. Przekładał na język gruziński dzieła klasyków literatury światowej.